# این زن حرف نمی‌زند
این زن حرف نمی‌زند فیلمی به کارگردانی احمد امینی محصول سال ۱۳۸۱ ایران است. در این فیلم کتایون ریاحی، لاله اسکندری، شهاب حسینی، حمیدرضا پگاه، شهره سلطانی، حامد بهداد، محمد حاتمی و کوروش تهامی به ایفای نقش پرداخته‌اند.

## خلاصه داستان
«ثریا اردلان» وکالت زنی به نام «الهه احمدی» را برعهده می‌گیرد. الهه متهم است جوانی به نام «بهروز» را با چاقو کشته و حاضر به حرف زدن نیست. اردلان سعی می‌کند رضایت خانواده مقتول را به دست بیاورد اما موفق نمی‌شود. «مانی» از دوستان صمیمی بهروز در گفتگویی با اردلان اصرار دارد که الهه بی گناه است و اگر کاری کرده فقط برای دفاع از خود بوده، چون بهروز معتاد بوده و قصد آزار و اذیت او را داشته است. در دادگاه خلاف گفته‌های مانی ثابت می‌شود و خواهر مقتول می‌گوید بهروز و الهه قصد ازدواج داشتند. از طرفی نامه‌ای برای اردلان می‌رسد و از او خواسته می‌شود اگر بی گناهی الهه را ثابت کند به او پول کلانی پرداخت می‌شود. ثریا که پی می‌برد مانی در کار مواد مخدر است، او را زیر فشار می‌گذارد تا حقیقت را بگوید. در تعریف مانی از گذشته درمی یابیم که او و بهروز و سروش دوستان صمیمی بودند تا اینکه الهه در محل آن‌ها ساکن شد. بر اثر یک اتفاق بهروز با الههٔ بیشتری پیدا کرده و به او دلبسته شده و از آن به بعد دیگر کمتر به او و سروش توجه کرده است. مانی می‌گوید پس از مدتی اعتیاد بهروز شدت پیدا کرده و به اتفاق «سروش» در کار خرید و فروش مواد مخدر همدست بوده‌اند. اردلان سراغ سروش می‌رود که به خاطر فروش مواد زندانی است. سروش تأکید می‌کند که الهه وقتی فهمیده بهروز اعتیاد دارد حاضر به ازدواج با او نشده است. اردلان در زندگی خصوصی با پسرش «حامد» مشکل دارد و از سویی نیز نمی‌تواند گره این پرونده را باز و الهه را وادار به شکستن سکوتش کند. او در آخرین مرحله الهه را با گروگذاشتن سند از زندان بیرون می‌آورد. الهه و اردلان به‌طور اتفاقی پی می‌برند که مانی با معرفی کردن خود به عنوان قاتل بهروز هم‌اکنون در محل وقوع قتل است. الهه که شوکه شده خود را به محل حادثه می‌رساند و مقابل قاضی و خبرنگاران به تشریح ماجرای قتل می‌پردازد. او می‌گوید در آن روز بهروز به بهانه ای او را به آن ساختمان نیمه تمام آورده و سروش که او هم در آنجا حضور داشته و حال متعادلی نداشته، او را مورد ضربه و ستم و تجاوز قرار داده است. الهه که بهروز را مسبب اصلی این شرایط می‌داند، با چاقویی او را کشته است.

## بازیگران
1. کتایون ریاحی... ثریا اردلان
2. لاله اسکندری... الهه احمدی
3. شهاب حسینی... مانی
4. شهره سلطانی... خواهر بهروز
5. حمیدرضا پگاه... بهروز
6. حامد بهداد... سروش
7. محمد حاتمی... همکار ثریا
8. کوروش تهامی... خواستگار الهه
9. زهره صفوی... مادر ثریا
10. سهیل تاکی... حامد